# Augochlora pyrrhias
Augochlora pyrrhias är en biart som först beskrevs av Joseph Vachal 1911.  Augochlora pyrrhias ingår i släktet Augochlora och familjen vägbin. Inga underarter finns listade.